# Bridge over Troubled Water
Bridge over Troubled Water är Simon & Garfunkels femte och sista studioalbum, utgivet 26 januari 1970. Albumet är producerat av Paul Simon, Art Garfunkel och Roy Halee. Produktionen av titelspåret är inspirerat av Phil Spectors produktioner av exempelvis The Righteous Brothers.
Simon skrev låten "Bridge over Troubled Water" på gitarr, inte piano
"El cóndor pasa (If I Could)" spelades tidigare in av den peruanska musikgruppen Los Incas 1968. Det är deras version som finns med på albumet med nyskriven text av Paul Simon.
"Bye Bye Love", ursprungligen inspelad av The Everly Brothers, har i efterhand pålagda handklapp och publikljud på sig, men är inspelad i studio. "The Boxer", en av deras mest kända låtar misstolkas ibland för att vara en attack mot Bob Dylan som trodde låten handlade om honom och spelade in en egen version. I själva verket handlar låten enligt Paul Simon om honom själv när han tyckte det riktades kritik mot honom som var orättvis.
Öppningsraderna i "The Only Living Boy In New York" ("Tom, Get Your Plane Right On Time, I Know Your Part Will Go Fine, Fly Down To Mexico") anspelar på Garfunkels filminspelning av filmen Moment 22 i Mexiko som pågick samtidigt som albumet spelades in. När Simon & Garfunkel spelade ihop under 1950-talet kallade de sig Tom & Jerry och Art kallade sig då Tom Graph.
Inspelningen av albumet kantades av problem och motsättningar mellan dem båda. Garfunkels filminspelning i Mexiko drog ut på tiden. Simon skrev låten "Cuba Si, Nixon No" som Garfunkel inte ville spela in. I "So Long, Frank Lloyd Wright" kan man mot slutet höra producenten Roy Halee ropa: "So long already, Artie", vilket ibland anses betyda att Art redan bestämt sig för att lämna duon. Halee själv menar dock, i en intervju, att detta var en rent spontan reaktion på Garfunkels avslutande textrader där denne upprepar frasen "So long".
Albumet nådde Billboard-listans 1:a plats och låg där under 10 veckor (med mellanrum).
På Englandslistan nådde albumet också 1:a platsen och det låg etta 41 veckor totalt (under en 18 månader lång period). I England var albumet det mest sålda såväl 1970 som 1971. I Sverige var det likaså en storsäljare och kom att ligga kvar på Kvällstoppen i 57 veckor under perioden februari 1970 till mars 1971.

## Låtlista
Sida 1
1. "Bridge over Troubled Water" (Paul Simon) – 4:52 (#1, UK #1)
2. "El cóndor pasa (If I Could)" (Daniel Alomía Robles/Paul Simon/Jorge Milchberg) – 3:06 (#18)
3. "Cecilia" (Paul Simon) – 2:55 (#4, UK #19)
4. "Keep the Customer Satisfied" (Paul Simon) – 2:33
5. "So Long, Frank Lloyd Wright" (Paul Simon) – 3:41

Sida 2
1. "The Boxer" (Paul Simon) – 5:08 (#7, UK #6)
2. "Baby Driver" (Paul Simon) – 3:15
3. "The Only Living Boy in New York" (Paul Simon) – 3:57
4. "Why Don't You Write Me" (Paul Simon) – 2:46
5. "Bye Bye Love" (Felice Bryant/Boudleaux Bryant) – 2:53
6. "Song For the Asking" (Paul Simon) – 1:50

Bonusspår på den remastrade CD-utgåvan från 2001
1. "Feuilles-Oh" (traditional) (demo) – 1:42
2. "Bridge over Troubled Water" (Paul Simon) (demo, tagning 6) – 4:46

Singelplacering i Billboard inom parentes. Placering i England=UK

Marsha Hunts version av "Keep the Customer Satisfied" nådde 41:a plats på den brittiska singellistan i maj 1970.

## Medverkande
Musiker (Simon & Garfunkel)
- Paul Simon – sång, akustisk gitarr, percussion
- Art Garfunkel – sång, percussion

Bidragande musiker
- Los Incas – peruanska instrument
- Joe Osborn – basgitarr
- Larry Knechtel – piano, orgel, keyboard
- Fred Carter Jr. – elgitarr, akustisk gitarr
- Pete Drake – dobro, pedal steel guitar
- Hal Blaine – trummor, percussion
- Jimmie Haskell – stråkinstrument
- Ernie Freeman – stråkinstrument
- Buddy Harman – percussion
- Bob Moore – kontrabas

Produktion
- Roy Halee – producent, ljudtekniker
- Paul Simon – producent
- Art Garfunkel – producent
- Ted Brosnan – ljudtekniker

## Listplaceringar
| Lista (1970)   | Position            |
| -------------- | ------------------- |
| Australien     | 1 (Go Set)          |
| Danmark        | 1                   |
| Finland        | 1                   |
| Frankrike      | 1                   |
| Japan          | 1 (Oricon)          |
| Kanada         | 1 (RPM)             |
| Nederländerna  | 1                   |
| Norge          | 1 (VG-lista)        |
| Storbritannien | 1 (UK Albums Chart) |
| Sverige        | 1 (Kvällstoppen)    |
| USA            | 1 (Billboard 200)   |
| Västtyskland   | 1                   |